# Jeune Garçon riant
Le Jeune garçon riant connu également sous le titre Petit garçon riant et Sourire d'un garçon, est une peinture du peintre néerlandais Frans Hals, réalisée vers 1627. Ce portrait est conservé au Mauritshuis à La Haye.